# José E. Serrano
Pour les articles homonymes, voir José Serrano.

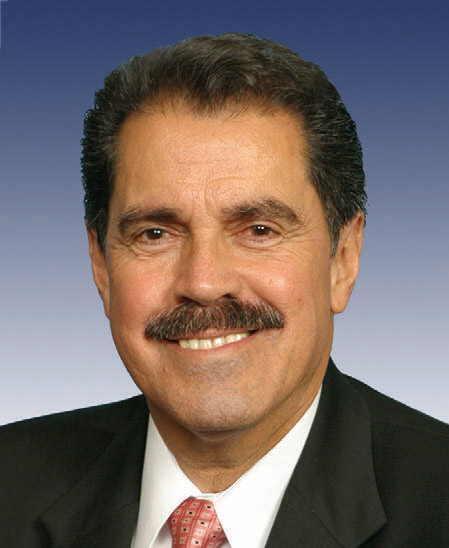
José Enrique Serrano

José Enrique Serrano, né le 24 octobre 1943 à Mayagüez, est un homme politique américain, élu démocrate de l'État de New York à la Chambre des représentants des États-Unis de 1990 à 2021.

## Biographie
José Serrano est originaire de Porto Rico. Il s'engage dans l'armée de terre américaine de 1964 à 1966 puis devient banquier.
Il est élu au conseil des écoles de New York à partir de 1969. En 1975, il entre à l'Assemblée de l'État de New York, où il siège jusqu'en 1990. Il est candidat à la présidence de l'arrondissement new-yorkais du Bronx en 1985 mais est battu lors de la primaire démocrate.
Le 20 mars 1990, il remporte l'élection partielle pour succéder au démocrate Robert Garcia (en), démissionnaire, à la Chambre des représentants des États-Unis. Il est depuis réélu tous les deux ans en rassemblant toujours plus de 90 % des voix.
Il ne se représente pas lors des élections de 2020, après avoir appris être atteint de la maladie de Parkinson.